# Đền thánh Phương Chính

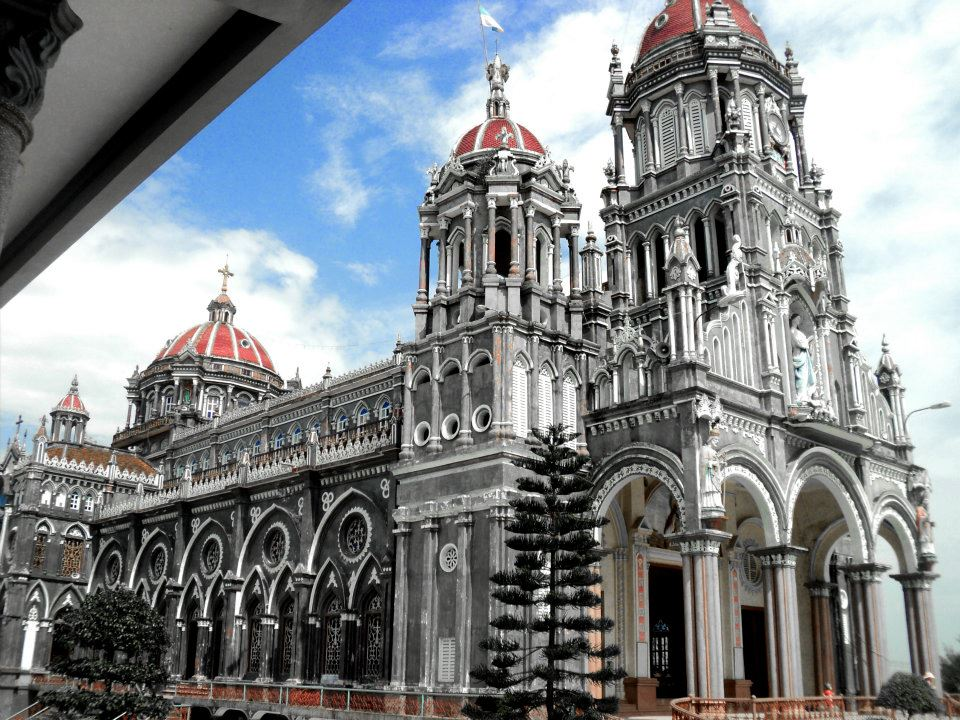
Nhà thờ năm 2012

Nhà thờ Phương Chính là nhà thờ lớn của giáo xứ Phương Chính, tọa lạc tại xã Hải Xuân, tỉnh Ninh Bình. Nhà thờ được xây dựng mới năm 1998, mang phong cách Roccoco Đông Dương.
Giáo xứ Phương Chính trước lấy tên là giáo xứ Hạ Trại, thành lập năm 1910. Năm 1936, Đức Giám mục Hồ Ngọc Cẩn đổi tên thành giáo xứ Phương Chính. Năm 1945, nhà thờ Đức mẹ Hồn xác lên trời được xây từ năm 1900 bị biển xâm thực, phải chuyển lên phía bắc của làng.
Năm 1995, giáo xứ xây nhà thờ mới dài 63m, rộng 18m, tháp chuông cao 20m. Vì xây nhà thờ trên đất bồi nên các giáo dân đã phải vét lớp bùn sâu đến 3m, đóng 15.000 cột tre ổn định trước khi đổ bê tông làm nền xây nhà thờ. Công trình hoàn tất năm 1998.